# Ай-Вачимъяун
Ай-Вачимъяун (устар. Ай-Вачим-Яун) — река в России, протекает по Сургутскому району Ханты-Мансийского АО. Устье реки находится в 25 км по левому берегу реки Вачимъяун. Длина реки составляет 14 км. Высота устья — 51 м над уровнем моря.

## Данные водного реестра
По данным государственного водного реестра России относится к Верхнеобскому бассейновому округу, водохозяйственный участок реки — Обь от города Нефтеюганск до впадения реки Иртыш, речной подбассейн реки — Обь ниже Ваха до впадения Иртыша. Речной бассейн реки — (Верхняя) Обь до впадения Иртыша.
Код объекта в государственном водном реестре — 13011100212115200046058.